# Phoneutria keyserlingi
Phoneutria keyserlingi är en spindelart som först beskrevs av F. O. Pickard-Cambridge 1897.  Phoneutria keyserlingi ingår i släktet Phoneutria och familjen Ctenidae. Inga underarter finns listade i Catalogue of Life.